# Gerovit
Gerovit ali Herowith je v slovanski mitologiji zahodnoslovansko božanstvo pomladi in vojne, najverjetneje je istoveten z Jarovitom, lahko pa s Svarožičem/Dažbogom.

## Etimologija
Niederle je mnenja, da je treba ime Gerovit prebrati kot Jarovit Kot kaže je namreč Gerovit samo sprememba korena iz Jarovit.

## Značilnosti
Gerovita so častili v Havelsbergu pri izlivu reke Havel v Labo, in v Volgastu. Herbord (†1168)  poroča, da je v mestu Volgast (Hologost) stal hram boga Gerovita, katerega simbol je bil sveti ščit. Ebbo (†1163)  Gerovita/Herowitha enači z rimskim Marsom.  Po drugi strani je Gerovit/Jarovit očitno soroden skitskemu Aresu, ki ga je predstavljal meč. Pisani Gerovita enači s soncem Dažbogom/Svarožičem, ki je zaradi germanskih vplivov prevzel vojaško vlogo.